# Ryōgen

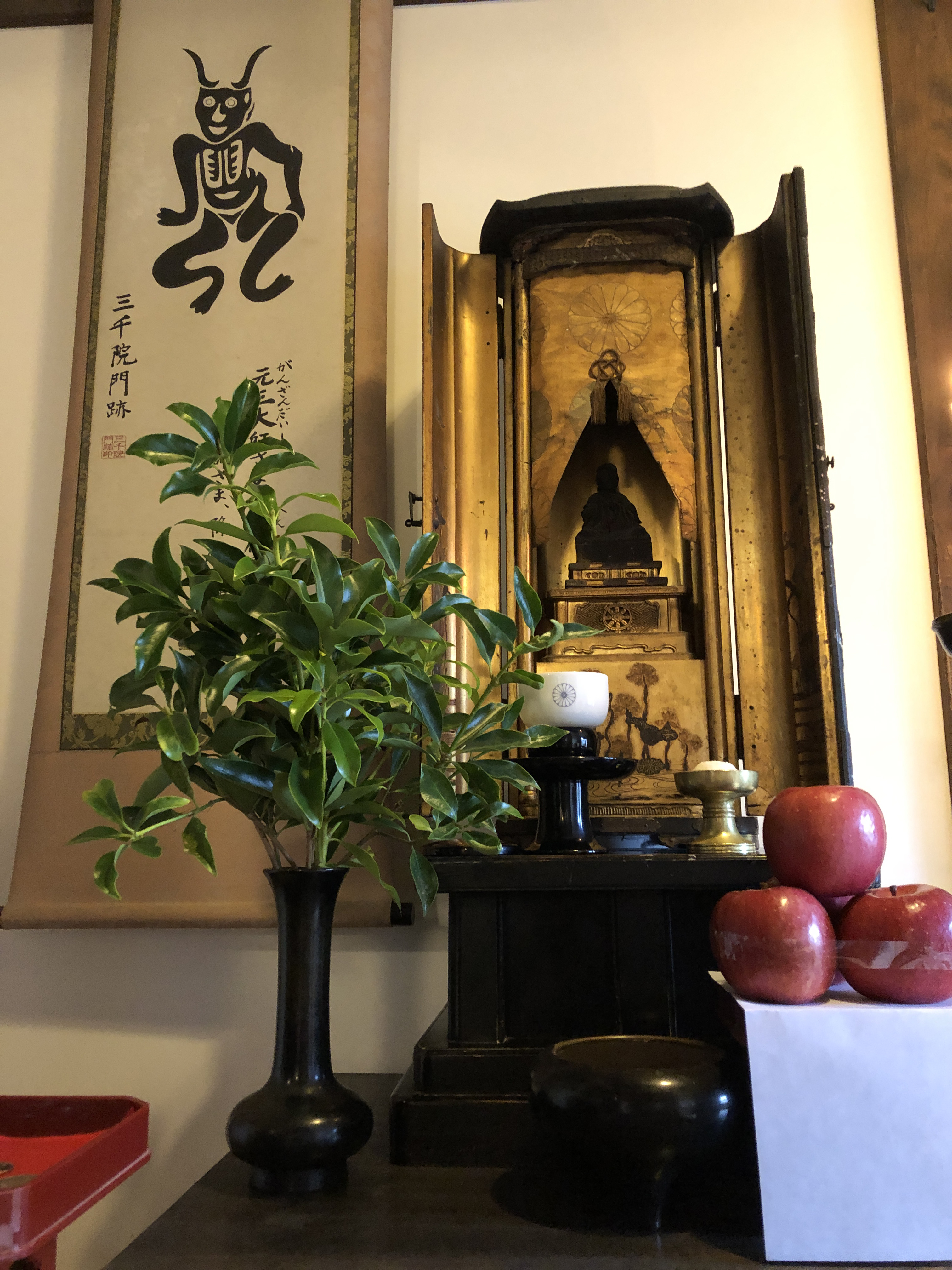
Ryōgen-Statue und Hängerolle im Tempel Sansen-in (Ōhara, Kyōto)

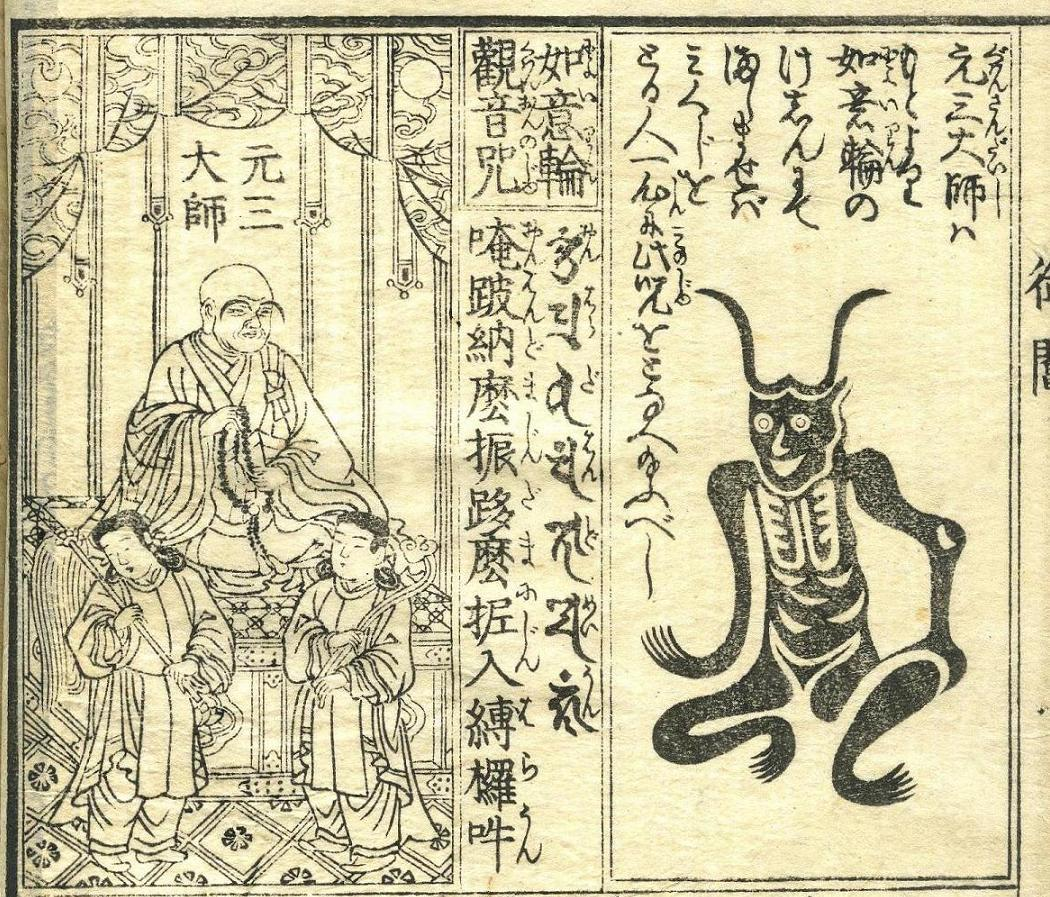
Ryōgen als Ganzan Daishi (links mit dem Mantra OM VARADA PADME HUM) und als Tsuno Daishi (rechts). Aus: Tenmei kaisei Ganzan Daishi omikuji e shō, ‚Illustrierte Schrift zu Ganzan Daishis Wahrsagelosen‘, verbesserte Ausgabe von 1785

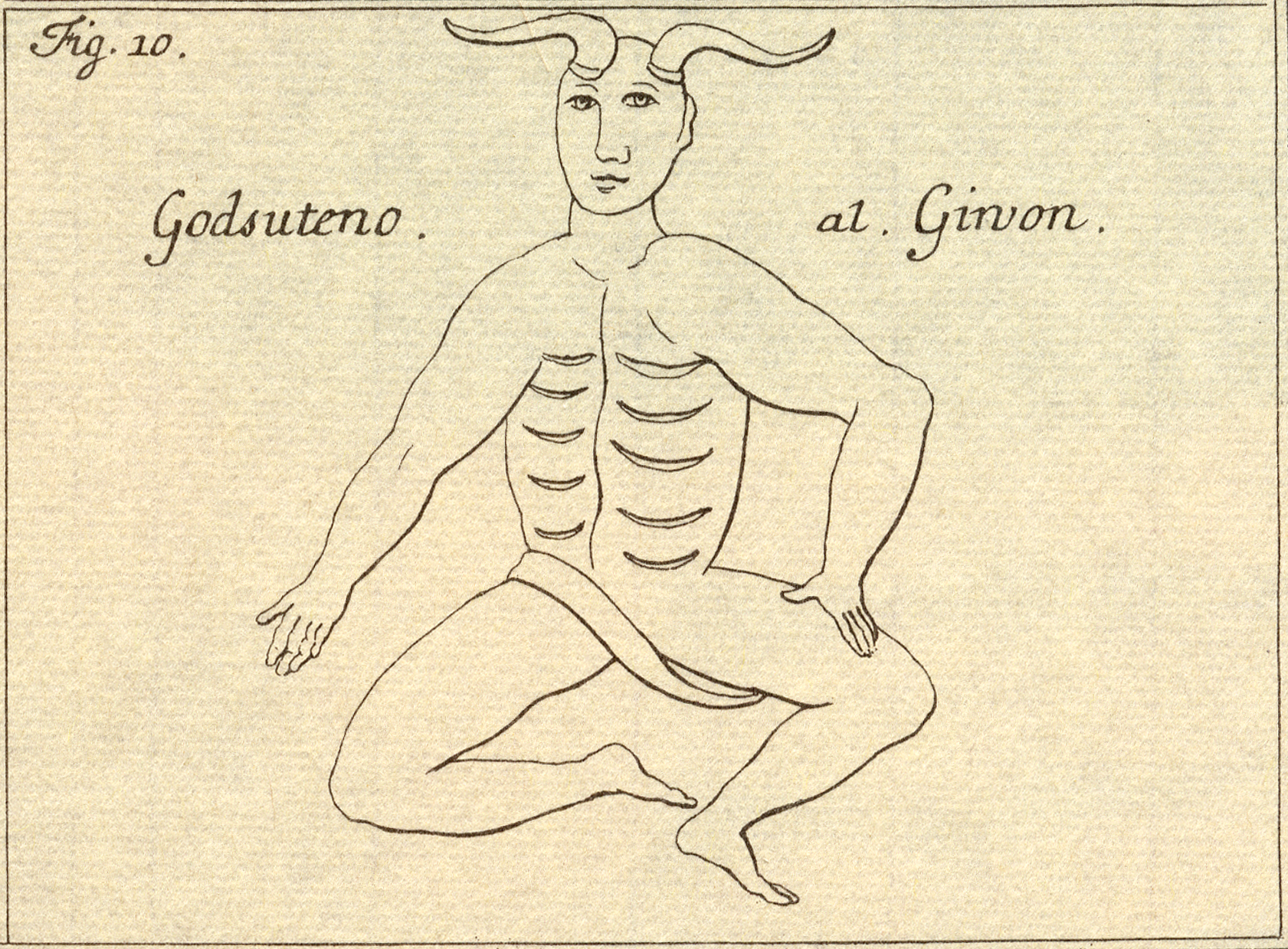
Tsuno Daishi in Engelbert Kaempfers History of Japan (1727). Auf seinen zwei Reisen nach Edo (heute Tokyo) in den Jahren 1691 und 1692 sah Kaempfer diese Amulett-Bilder an den Türpfosten vieler Häuser. Seine Beschreibung ist korrekt, doch glaubte er, es handele sich um den ebenfalls hornbewehrten ‚Rindsköpfigen Himmelskönig‘ (Gozutennō), der im Gion-Schrein von Kyōto verehrt wurde.

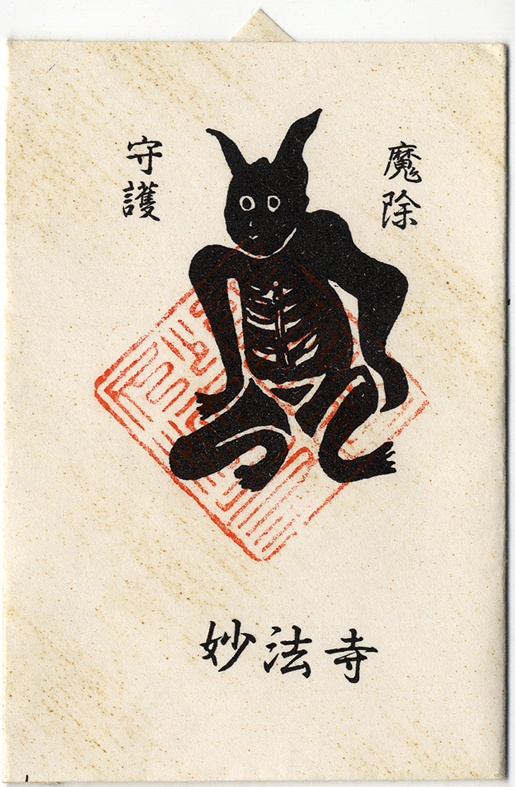
Neuzeitliches Amulett-Bild (Yakuyoke-e) mit Ryōgen als Tsuno Daishi. Der gefaltete Bogen enthält ein kleines Papier mit den Sanskrit-Zeichen für die Sieben Übel sowie einige magische Worte.

Ryōgen (jap. 良源; *15. Oktober 912 in Torahime, Azai-gun, Provinz Ōmi (heute Nagahama, Präfektur Shiga); † 26. Januar 985) war ein Mönch der japanischen Tendai-Schule, der sich als 18. Abt und Erneuerer des berühmten Enryaku-Tempels (Enryaku-ji) einen Namen machte und seit dem japanischen Mittelalter im Volksglauben religiöse Verehrung genießt.

## Leben
Ryōgen wurde im 12. Jahr der Devise Engi als Sohn der wohlhabenden Familie Kozu (木津) geboren. In seiner Kindheit hieß er Kannonmaru (観音丸) oder auch Hiyoshimaru (日吉丸). Im Alter von 12 Jahren trat er in die Tendai-Schule auf dem Berg Hiei (Hiei-zan) ein, von wo aus er sowohl seine Heimat als auch die Kaiserstadt Kyōto überblicken konnte. Dank seiner Intelligenz und Disputierkunst stieg er rasch in der Hierarchie auf über den Rang eines Naigubu (内供奉) und Tendai shuza (天台座主, 966) bis zur höchsten Position des Daisōjō (大僧正) im Jahre 981.
Der für den Tendai-Buddhismus bedeutsame Enryaku-Tempel hatte durch Feuersbrünste in den Jahren 935, 941 und 966 die Haupthalle und andere wichtige Gebäude verloren. Auch war im Zuge der raschen Expansion der Schule die Disziplin der Mönche gesunken. Ryōgen gewann die Unterstützung wichtiger Persönlichkeiten am Hofe des Tennō Murakami und bewerkstelligte einen erheblich erweiterten Wiederaufbau der Anlage. Im Jahre 970 setzte er 26 Disziplinarregeln durch, was die religiöse Erneuerung beschleunigte und die Zahl engagierter Novizen steigerte.
Diese Expansion der Kräfte war im 10. Jahrhundert überlebenswichtig, denn der Kampf zwischen den Tempeln und Schulen um die Ernennung zum höchsten Tempel im Lande wurde erbittert und mit allen Mitteln ausgefochten. 970 richtete Ryōgen eine Art stehende Truppe ein – zunächst wahrscheinlich vorwiegend mit Söldnern, denn eine seiner Disziplinarregeln untersagte Mönchen das Tragen von Waffen. In der Folge griffen jedoch auch Mönche zur Waffe, besonders jene, die der rangniedrigen ‚Hallenschar‘ (堂衆, dōshū) angehörten. Ryōgen hatte zeitlebens beträchtliche Mühe, diese von ihm eingeleitete Militarisierung unter Kontrolle zu halten. Die Mönchskrieger (sōhei) der großen Tempel übten in den folgenden Jahrhunderten einen großen Einfluss auf die politische Entwicklung Japans aus.
Unter Ryōgens Schriften wird die Abhandlung über ‚Neun Arten der Erreichung der Wiedergeburt im Reinen Land‘ (Gokuraku Jōdo kubon ōjō gi, 極楽浄土九品往生義) als erster von einem Mönch der Tendai-Schule verfasster Text zum ‚Reinen Land‘ hervorgehoben. Ryōgen ist auch als Lehrer von Genshin bekannt. Er starb im Alter von 73 Jahren und wurde auf dem Berg Hiei beigesetzt.
Der kaiserliche Hof verlieh ihm den postumen Namen Jie (慈恵, ‚Barmherzigkeit und Weisheit‘). Der Rang eines daishi (Großer Lehrer) wurde ihm dabei nicht gewährt, doch stieg er im Laufe der Verehrungsgeschichte in der Bevölkerung zum Jie Daishi auf.  Da die Verleihung am dritten Tag des ersten Monats (gan-getsu) erfolgte, verbreitete sich auch der Name Ganzan daishi (元三大師, ‚Großer Lehrer des Dritten Ersten‘).

## Ryōgen als Beschützer
Die schon zu Lebzeiten beträchtliche Verehrung Ryōgens nahm nach seinem Tode mehr und mehr religiöse Züge an. Seit dem Mittelalter schrieb man ihm unter vielerlei Namen magische Kräfte zu, dank derer er Unheil von Haus und Familie fernhalte, und reihte ihn unter die ‚Unheil abwehrenden Großen Lehrer (Yakuyoke Daishi, 厄除け大師) ein. Besonders zwei Formen sind verbreitet:
‚Großer Lehrer mit Hörnern‘ (Tsuno Daishi, 角大師): Einer Legende zufolge führte Ryōgen eine Zeremonie zur Vertreibung einer Epidemie-Gottheit derart intensiv durch, dass er zu Haut und Knochen abgemagert schließlich die Gestalt eines Yaksha (夜叉) annahm. Einer anderen Version zufolge so er während einer Seuche die Epidemie-Gottheit in seinen Leib ein, um sie nach dem Absterben der Seuche wieder auszutreiben. Anlässlich einer Meditation vor einem Spiegel verwandelte sich sein Spiegelbild in einen gehörnten, knochigen Dämon. Sein Schüler Myōbu fertigte hiervon an Bild an. Noch heute sind in Tempeln der Tendai-Schule Papier-Amulette mit Ryōgen in dieser Gestalt. Diese werden zur Abwehr von Übeln an den Hauseingang geklebt.
‚Bohnen-Großlehrer‘ (Mame Daishi, 豆大師): Anderen, auf der Lotos-Sutra aufbauenden Vorstellungen zufolge gilt Ryōgen als eine der 33 Erscheinungsformen, welche die Gottheit Kannon annimmt, um den Menschen zu helfen. Auf diesen Amulett-Bildern sieht man 33 Bildchen von Ryōgen etwa in der Größe und Form einer Bohne, worauf die Verwendung des betreffenden Schriftzeichens (mame, 豆) beruht. Dieses Zeichen für Bohne wiederum ersetzte einst eine gleichlautende Bezeichnung mame (魔滅) mit der Bedeutung ‚Ausmerzung der Teufel/Dämonen/des Unheils‘. Wahrscheinlich geschah das während der Muromachi-Zeit, in der sich die Sitte verbreitete, anlässlich des Wechsels der Jahreszeit (Setsubun) das Unheil in Gestalt eines Teufels/Dämonen durch Bewerfen mit Bohnen zu vertreiben.
Besonders aus der Kamakura-Zeit sind insgesamt 35 Statuen des meditierenden Ryōgen überliefert; elf davon wurden als Wichtiges Kulturgut Japans deklariert.